# 从河流到大海

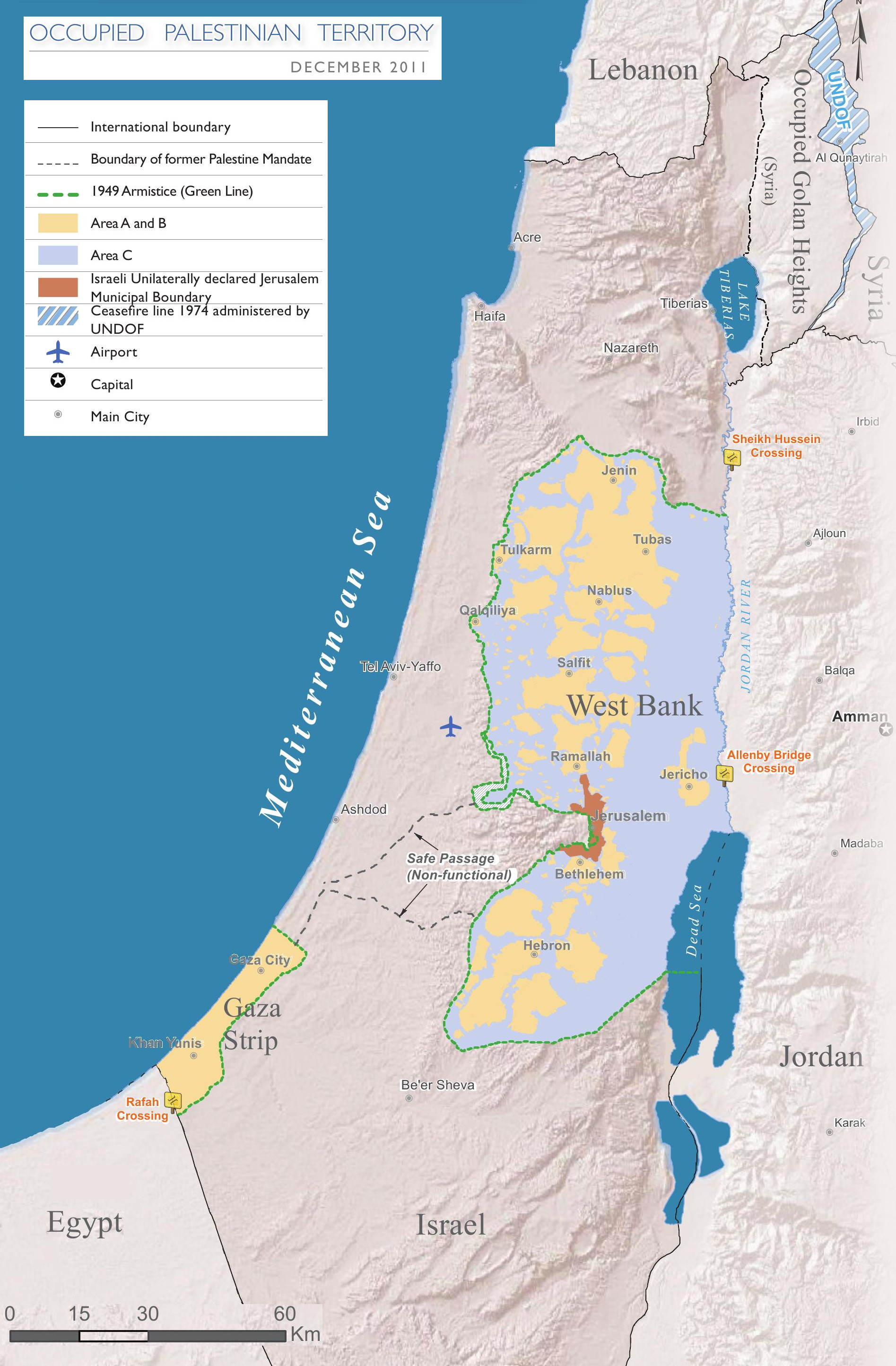
根据《奥斯陆协议》的以色列和巴勒斯坦领土地图。右边为约旦河，左边为地中海。

从河流到大海（阿拉伯语：‎，羅馬化：min an-nahr ʾilā l-baḥr，羅馬化：min il-ṃayye la-l-ṃayye，直译：从水到水），又译从河流到海洋，是一个巴勒斯坦-以色列地区的政治口号，有时也与其它政治口号连用，指代的是地理上的整个巴勒斯坦地区（以色列地），从约旦河到地中海范围内所有土地，包含现今以色列和巴勒斯坦国（约旦河西岸地区、东耶路撒冷、加沙地带）两国所有领土。
一般认为，这个口号从1960年代开始在巴勒斯坦盛行，呼吁从以色列的军事占领下解放出来。巴解组织将这个口号诠释为建立一个涵盖整个巴勒斯坦托管地，由巴勒斯坦人和1947年前就居住在巴勒斯坦的犹太人后裔组成的世俗化民主国家，但后来将犹太人的范围限制在第一次回归之前生活在巴勒斯坦的犹太人的后裔。因此，到1969年，“解放巴勒斯坦，从河流到大海”意味着将会取代以色列这个民族宗教国家的一个世俗化的民主国家。
巴勒斯坦的进步派人士用这个口号来呼吁在巴勒斯坦地区建立统一的民主政权，而另一些人认为这个口号是“经历了长达数十年的、无限期的以色列军事占领的数百万巴勒斯坦人……对和平与平等的呼吁”。伊斯兰激进组织哈马斯在其2017年宪章中使用了这个口号，被批评者主张，这显示出这个口号是在隐式地主张消灭以色列，并呼吁驱逐或消灭该地区的犹太人。
以色列的一些政客也使用过该口号或基本类似的表述，例如以色列右翼政党利库德集团在1977年的选举宣言中宣称“在大海和约旦河之间，只有以色列的主权”。以色列总理本杰明·内塔尼亚胡等以色列政治人物也使用过“约旦河以西地区”等类似的表达。一些国家已经或正在考虑将该口号的使用定为犯罪。

## 历史背景
Elliott Colla在《Mondoweiss》上发表的一篇文章认为，要理解这个口号，就要了解相关的历史背景，也即巴勒斯坦被分隔和破碎化的历史，Colla提到了若干历史事件：1947年巴勒斯坦分治决议分割了“从河流到大海”的土地，1948年的大灾难将该决议付诸实施，1967年第三次中东战争后以色列占领了约旦河西岸和加沙地带，《奥斯陆协议》令约旦河西岸的巴勒斯坦领土碎片化和班图斯坦化，成为被以色列定居点、军事基地和检查站包围的一系列飞地，以及在第二次大起义后以色列开始兴建隔离墙。

## 历史
该口号的确切起源仍不明确。美国历史学家Robin D. G. Kelley认为，这句话最开始是锡安主义的口号，代表以色列的边界（Eretz Israel）。以色列裔美国历史学家Omer Bartov指出，锡安主义者对该口号的使用远在1948年以色列独立之前，始于泽维·贾鲍京斯基领导的修正派犹太复国主义，该运动主张在整个巴勒斯坦地区建立一个单一的犹太国家。他们有一首名为《约旦河东岸》的歌曲，其中唱道：“约旦河有两岸，这边是我们的，对岸也是我们的”，主张犹太国家应该覆盖到约旦河东岸。1977年，这一表述出现在以色列政党利库德集团的选举宣言中，他们宣称“在大海和约旦河之间，只有以色列的主权”。
而巴勒斯坦人采用该口号的时间也有争议，Kelley认为，巴勒斯坦解放组织在1960年代中期采用了这个口号，而Elliott Colla认为，“从河流到大海”首次在巴勒斯坦抗议中出现的时间尚不明确，2023年11月，Colla指出，他在1960年代和1970年代的巴勒斯坦革命媒体中都没有看到过该口号，无论是标准阿拉伯语还是黎凡特阿拉伯语，并指出“该口号在1964和1968年的巴勒斯坦民族理事会宪章中都没有出现过，也未出现在1988年的哈马斯宪章中。”
1964年，巴解组织巴勒斯坦民族理事会宪章呼吁“完全恢复被篡夺的家园”。1964年的宪章规定，“巴勒斯坦裔犹太人如果愿意在巴勒斯坦和平、忠诚地生活，应被视为巴勒斯坦人”，并将“巴勒斯坦人”定义为“在巴勒斯坦正常生活到1947年”的人。1968年，宪章的修订版规定“在犹太复国主义入侵开始前正常生活在在巴勒斯坦的犹太人”被视为巴勒斯坦人。
至晚不晚于1970年代，该口号已经在英语资料中出现。
1979年，出席巴勒斯坦裔美国人议会的代表们引用了这句话。
Colla指出，参加第一次大起义的活动家们“记得从1980年代末开始就听过该口号的阿拉伯语版本”，一些作品中收录了当时的涂鸦作品，其中就含有该口号。
2021年卜采莱姆发布了题为《从约旦河到地中海的犹太霸权主义政权：这就是种族隔离》的报告，该报告描述了以色列作为一个种族隔离政权，占领了约旦河西岸并封锁了加沙地带，对“从河流到大海”的领土进行了事实上的统治。

## 應用

### 巴勒斯坦激进组织
哈马斯在2017年修订其纲领时，拒绝「除了从河流到大海的整个巴勒斯坦的彻底解放之外任何替代性的解决方案」，被认为是“否定以色列的存在”。

### 以色列右翼组织
1977年，这一表述出现在以色列政党利库德集团的选举宣言中，他们宣称“犹地亚-撒马利亚区不会交给任何外国政府，在大海和约旦河之间，只有以色列的主权”。梅纳赫姆·贝京也重复了这一宣言。其他以色列政客最近也使用了类似的措辞，例如吉德翁·萨尔和犹太人家园的Uri Ariel。2014年，Ariel表示，“约旦河和地中海之间只会有一个国家，那就是以色列。”以色列总理、利库德集团领导人本杰明·内塔尼亚胡以及其他以色列政客最近也使用了类似的表述。

### 国际使用

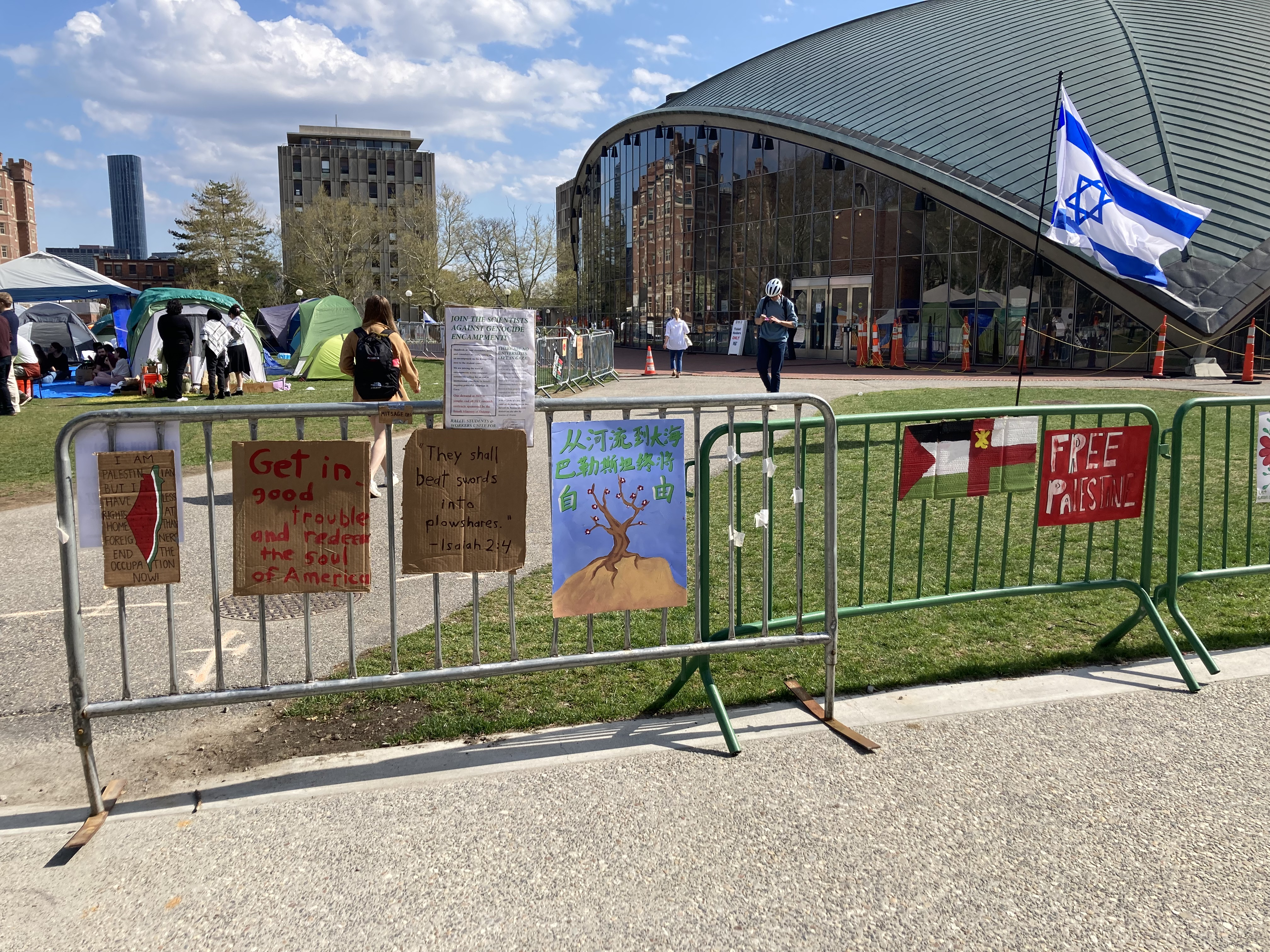
在2024年大學校園支持巴勒斯坦抗議活動期間於麻省理工學院出現的中文標語

阿拉伯各国领导人在发言中经常使用这一口号，在支持巴勒斯坦的示威活动中，游行者也会使用这一口号，并与「巴勒斯坦将获得自由」（Palestine will be free）共同使用。伊斯兰教支持者使用的口号则是「巴勒斯坦是伊斯兰的，从河流到大海」（Palestine is Islamic from the river to the sea）。
不同政治立场的人士对这一口号有不同的解释。世俗人士认为，这个口号意味着在巴勒斯坦地区建立一个单一的国家，所有宗教的人士都有平等的公民身份。而某些伊斯兰学者主张，在伊斯兰教的世界末日到来时，马赫迪将宣布「耶路撒冷是阿拉伯穆斯林的，巴勒斯坦——从河流到大海的全部范围——都是阿拉伯穆斯林的」。 

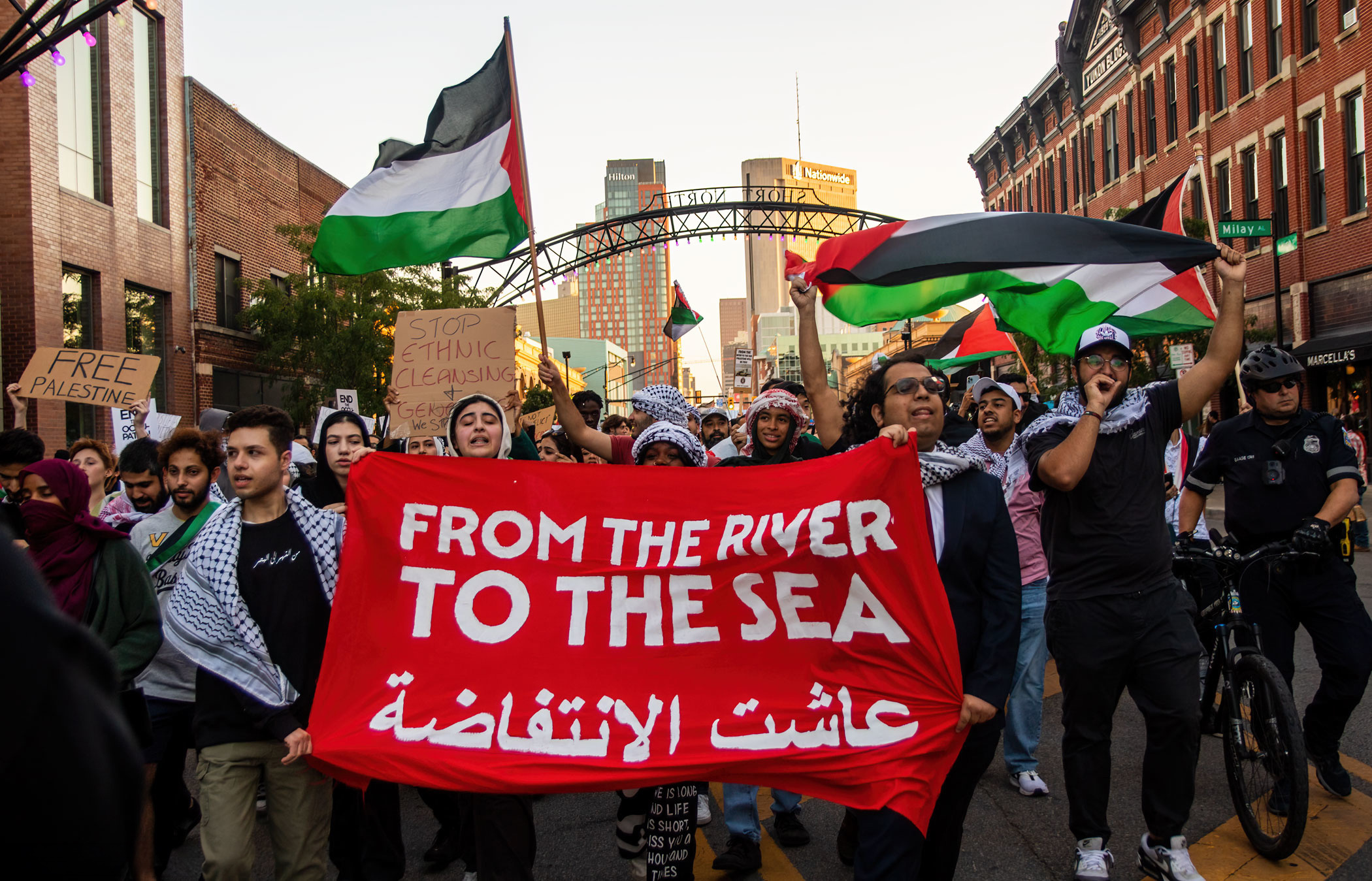
2023年10月12日美國俄亥俄州哥伦布的支持巴勒斯坦示威

## 爭議
一些政治人士和团体，例如反誹謗聯盟和美国犹太人委员会主张该口号包含反犹主义、仇恨言论和煽动种族灭绝，认为它否认了“犹太人在其祖籍地的自决权”，或是“煽动对犹太人的驱逐或灭绝”。批评者声称，該口号暗示完全消滅以色列国及其犹太公民，並将这片土地完全置于阿拉伯人的统治之下。反誹謗聯盟区域总监Jonah Steinberg认为，从第一次中东战争开始就有“把犹太人推入大海”的说法，而“从河流到大海”则是对上述威胁的呼应。
在2018年的声援巴勒斯坦人民国际日，美国学者Marc Lamont Hill在联合国发表演讲时使用了这一口号，被反誹謗聯盟批评为主张消灭以色列，他因此失去了CNN政论员的工作。:77
2023年11月9日，哈佛大学校长克劳丁·盖伊谴责了这一口号。

### 回应
牛津大学研究员艾哈迈德·卡里迪认为，两个民族完全可以同时在河流和大海之间获得自由，这个口号不代表种族灭绝，巴勒斯坦将获得自由与犹太人的自由并不矛盾。
2021年，各界共200名学者签署了《关于反犹主义的耶路撒冷宣言》，该宣言讨论了反犹主义的常见表现，以及在巴以问题上，什么样的言论和行为是反犹主义，什么样的言论和行为不是反犹主义。作者们认为，「在河流与大海之间」不是反犹主义。

## 法律
在2023年以色列—哈马斯战争期间，英国内政大臣苏拉·布雷弗曼提议在某些情形下将使用该口号的行为定为犯罪。2023年10月11日，维也纳警方禁止了一场支持巴勒斯坦示威，理由是他们的邀请函中包含了该口号，维也纳警方声称这违反了《欧洲人权公约》第2条。
荷兰国会的大多数议员宣称这句口号是在呼吁暴力。然而，当地司法机关于2023年8月裁定，该口号受到言论自由的保护，因为它“有多种解释”，包括“可能针对以色列国和具有以色列国籍的人士，但不因为宗教和民族而针对犹太人”。荷兰最高法院维持了原判。
奥地利的政治人士也考虑将使用这一口号定为犯罪，奥地利总理卡尔·内哈默认为，该口号会被解释为呼吁谋杀。
2023年11月5日，在爱沙尼亚塔林，警方对五名使用“从河流到大海，巴勒斯坦将获得自由”口号的示威者提起了刑事诉讼。
2023年11月11日，该口号在德国巴伐利亚州被禁用，“检察机关和巴伐利亚警方警告，今后无论以何种语言，使用该口号都将被视为使用恐怖组织标志，最高可能面临三年监禁或罚款。”
2023年11月16日，报道称在捷克共和国使用该口号可能面临刑事起诉。
2023年11月17日，有报道称，在加拿大卡尔加里使用该口号的一名男子被警方起诉，但其案件已被搁置。
2024年4月16日，美国众议院以377票赞成、44票反对的结果，正式谴责“从河流到海洋，巴勒斯坦将获得自由”这一口号，并认定其为“反犹太主义”。